# Nacerdes schatzmayri
Nacerdes schatzmayri là một loài bọ cánh cứng trong họ Oedemeridae. Loài này được Wagner miêu tả khoa học năm 1928.